# 昭和モダン
昭和モダン（しょうわモダン）とは、昭和時代の初めの1930年代に花開いた、和洋折衷の近代市民文化のことである。現在では1920年（大正9年）以後の文化（大正ロマン）も含む。昭和時代は第二次世界大戦を挟んで戦前と戦後に分かれるが、昭和モダンは戦前に該当する。

## 歴史

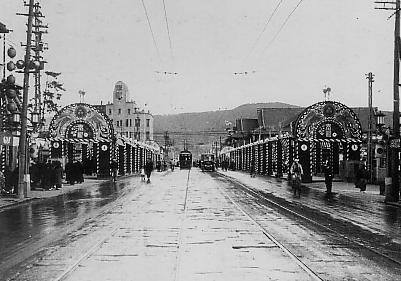
淡交社「写真集成・京都百年パノラマ館」昭和天皇即位礼1928年

### 第一次世界大戦の後で
1926年に昭和という時代が始まり、第一次世界大戦の戦勝国で、アジアで唯一の先進国かつ数少ない独立国の日本でも東京、横浜、大阪、神戸など大都市を中心に大量消費社会が本格化し、旺盛な日本市場を狙いヨーロッパやアメリカ企業の進出が相次いだ。
その一方で、1910年頃にヨーロッパで花開いたアール・ヌーボーやアール・デコといった機能と美しさと兼ね備えた様式が日本にも浸透していった。フランスのシャンソンやアメリカ合衆国で流行ったジャズやチャールストン、カルロス・ガルデルが歌うアルゼンチン・タンゴといった大衆音楽も蓄音機の普及やラジオ放送の開始などで多くの人が聞くようになった。
またハリウッド映画の草創期であり、チャールズ・チャップリン、バスター・キートンと言ったコメディアン、グレタ・ガルボ、マレーネ・ディートリヒといった女優の出演する映画が映画館で娯楽として見られ、アメリカ映画企業の日本進出も進んだ。チャップリンはこの時期に来日している。映画の技術革新が進み、サイレント映画からトーキー映画への移行が見られたのもこの時期である。
このように大衆文化が開花した時期にはクラシック音楽ではトスカニーニ、ラフマニノフ、コルトー、エンリコ・カルーソー、ティノ・ロッシなどの優れた音楽家、ピアニスト、歌手が活躍し、日本でも人気を博していった。山田耕筰はラフマニノフの来日を後年出迎えている。

### 国内の風俗
このように、ヨーロッパやアメリカの新しい文化、消費文化が流入、受容される中、日本でも大都市を中心に、西洋と日本独自の近代的な影響を独自に消化した文化が醸成されていった。
大正時代に引き続き竹久夢二の美人画や高畠華宵の美少年・美少女の挿絵などが絶大な人気を得、日本独自の識字率の高さから北原白秋、西條八十などの作詞による抒情詩が愛読・愛謡された。また『改造』、『文藝春秋』などといった総合雑誌や、岩波文庫や円本と呼ばれる廉価な書籍が刊行され、教養の大衆化が進んだ。
川端康成、横光利一などの新感覚派文学や、吉川英治、中里介山などの大衆文学が出現。雑誌『新青年』などでは江戸川乱歩や夢野久作などの怪奇幻想趣味、あるいはエログロナンセンスと呼ばれる作風が一世を風靡し(この分野の開拓者は大正時代の谷崎潤一郎である)、また日夏耿之介が東西古今の怪奇・幻想作品の紹介を行った。黄金バット、フクちゃん、のらくろ、少年探偵団シリーズといった児童向けの娯楽作品が隆盛を極めた。
その他、映画では嵐寛寿郎、大河内伝次郎、阪東妻三郎といった時代劇スターが現れ、音楽では服部良一、古賀政男や中山晋平と言った作曲家や淡谷のり子、藤山一郎、東海林太郎、ディック・ミネなどの歌手が活躍した。川畑文子やベティ稲田、バッキー白片ら日系アメリカ人が本場仕込みのジャズやハワイアンを武器に活躍したのも、この時代の特徴である。
大劇場の建築ラッシュが起こり、都心部に東洋劇場、日本劇場、東京劇場、宝塚大劇場、東京宝塚劇場、日比谷映画劇場が建設された。

### 新生活
| 1933年頃の大阪市営地下鉄御堂筋線 |  | 1933年頃の大阪市営地下鉄御堂筋線 |
| 1933年頃の大阪市営地下鉄御堂筋線 |  |                                  |

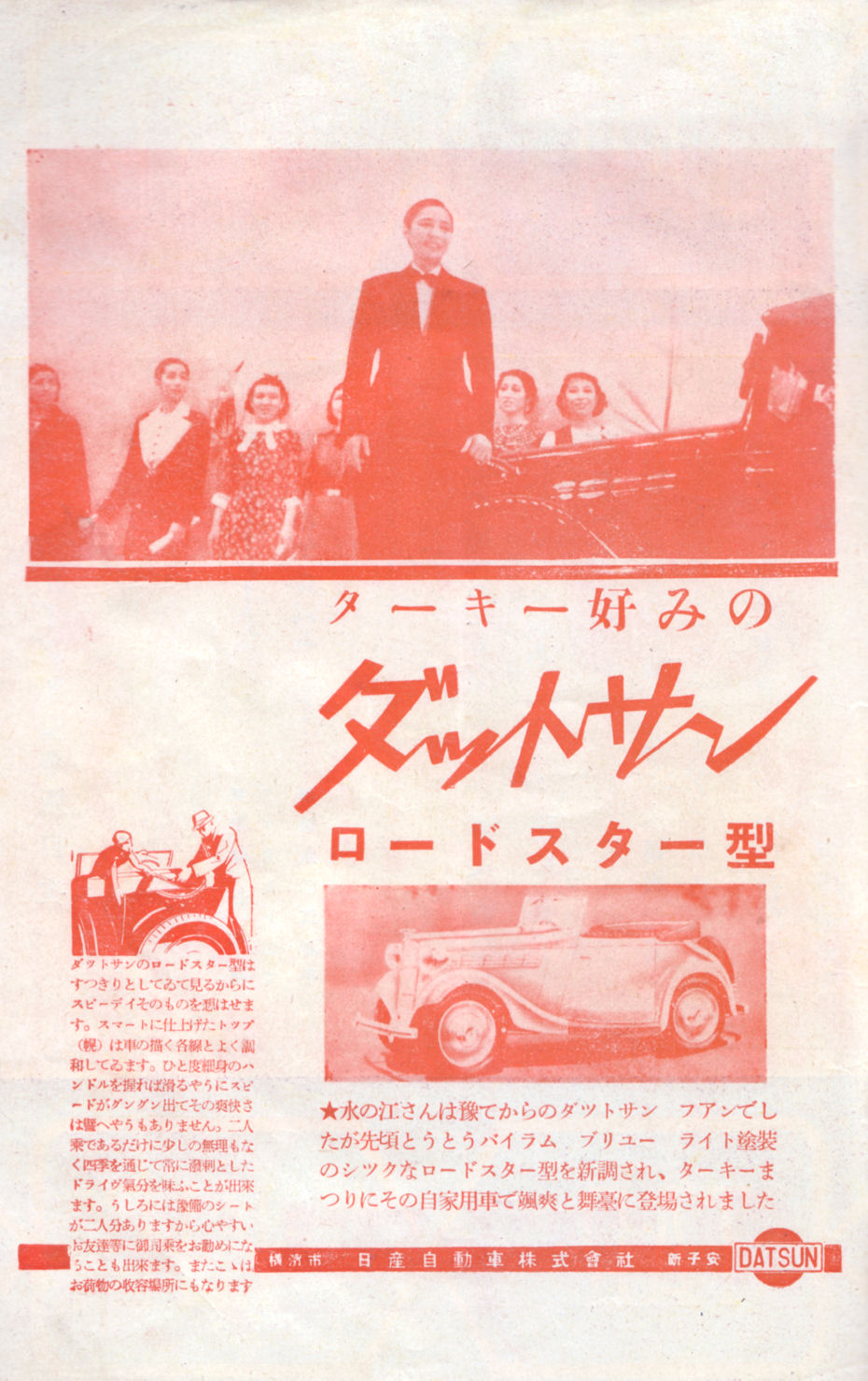
水の江滝子を使ったダットサンの広告

また生活様式も大きく変わり、服装も女性は着物（和服）に日本髪といったものから洋服を着、断髪し帽子をかぶるといったことが一部の勤め人では一般に浸透しつつあり、それにともない都会では女性の社会進出も進み、タイピストや「バスガール」と呼ばれたバスの女性車掌、ウェイトレス（当時は女給と呼ばれた）など職業婦人が出現するようになった。最先端の洋装を着た女性は「モダン・ガール（モガ）」と呼ばれるようになった（男性版の「モダン・ボーイ（モボ）も存在した）。
市民の足として鉄道会社が開発する沿線の土地には住宅が建てられ、そこに暮らす人々がターミナル駅のデパートや自家用車で休日に買い物などに立ち寄るといった、中流層の市民生活が一般的になったのも昭和初期からであった。
この時期に開店した主なデパートとして、世界初のターミナル駅デパートである阪急百貨店を始め、三越百貨店、大丸百貨店などが挙げられる。都心部では地下鉄の建設が始まった。日本における最初の地下鉄である「東京地下鉄道（現・銀座線）」は1927年（昭和2年）に、続いて「大阪市営地下鉄(御堂筋線)」が1933年（昭和8年）にそれぞれ開業している。
洋行帰りの実業家らが洋食のレストランを開き、都心で成功をおさめるようになったのもこの頃である。当時のカフェーは独身男性の利用が主であったが、いずれもモダンさが受け、人気が高かった。ライスカレー、オムライス、カツレツなど現在では定番となった洋食メニューが、好んで賞味された。またお子様ランチ、森永ミルクキャラメル、三ツ矢サイダー、カルピス、インスタントコーヒー（ネスカフェ）、サントリー角瓶など、現在でも愛食・愛飲される商品が数多く開発された時期でもある。
前述の鉄道沿線開発では阪急電鉄の小林一三、東武鉄道の根津嘉一郎の近代田園都市建設は名高い。宝塚大劇場や甲子園球場が開場（甲子園球場の開場は大正13年）したのはこの頃である（阪神間モダニズム）。
モダニズム建築やアール・デコ様式が持てはやされ、旧山邑家住宅、甲子園ホテル、同潤会アパート、聖路加国際病院（旧病院棟）、伊勢丹新宿店、旧朝香宮邸などが建設された。

### 昭和モダンの終わり
1930年代には世界恐慌に突入。満州事変、五・一五事件や二・二六事件を皮切りに軍部が台頭し政党政治も終焉した。以降の1930年代後半頃には、1937年勃発の日中戦争の激化と世界的な国際関係の緊張を受け、国家総動員となり、1938年には東京オリンピックも返上。1939年には第二次世界大戦がヨーロッパで始まった。
以降はこれらの文化は「軟弱で贅沢」、「反“新体制”的」として排斥され、昭和モダンは終わりを迎えるが、1941年の対英米戦開始まで欧米の映画や音楽、服装などは高い人気を保ち、その後も洋食の外食や演劇、野球などの人気も高かった。

## 参考資料
- 『女学生手帖—大正・昭和乙女らいふ』内田静枝／弥生美術館・編 河出書房新社 2005年
- 『女学校と女学生—教養・たしなみ・モダン文化』稲垣恭子・著 中央公論新社 2007年
- 『教科書には載っていない! 戦前の日本』武田知弘・著 彩図社 2008年